# Девять ярдов
«Девять ярдов» (англ. The Whole Nine Yards) — американская криминальная комедия 2000 года. «The whole nine yards» означает «всё до конца; всё и вся; без остатка».
У фильма есть сиквел — «Девять ярдов 2».

## Сюжет
Николаса Озерански (Оза), американского стоматолога, живущего и работающего в Монреале, можно охарактеризовать как хорошего человека, которому не повезло в жизни: партнёр по бизнесу и, по совместительству, тесть, покончил с собой, оставив после себя ворох долгов, заставивших Оза переехать из Чикаго в Канаду, а жена и тёща, язвительные и неприятные женщины, ненавидят его и провожают на работу пожеланиями его скорой кончины. Всё это выливается в депрессию и личностный кризис; единственной отдушиной, не дающая ему окончательно упасть духом и закончить жизнь как тесть, является его помощница Джилл, которая хоть как-то поддерживает его.
В дом по соседству въезжает человек по имени Джимми Джонс. Увидев татуировку тюльпана на его предплечье, Оз с ужасом открывает для себя, что новый сосед — Джеймс Стефан Тудески, по прозвищу Джимми Тюльпан. Некогда Джимми был доверенным боевиком Ласло Гоголака, лидера крупной венгерской группировки чикагской мафии, но заключил сделку со следствием, сдав своего босса в обмен на 5 лет тюрьмы. За это сын Ласло, Янни, объявил на Джимми охоту, но Джимми отказался от программы защиты свидетелей и просто покинул США.
На следующий день Джимми берёт Оза, чтобы тот показал ему окрестности. Оба проникаются симпатией друг к другу. По возвращении домой Оз сталкивается со своей женой Софи, которая хочет, чтобы её муж отправился в Чикаго и сдал Джимми его бывшим собратьям-мафиози за вознаграждение. В обмен она обещает ему беспроблемный развод. Оз отправляется в Чикаго, чтобы донести Янни о месте пребывания Джимми, а жена тем временем пытается заказать Джимми убийство мужа в расчёте избавиться от нелюбимого супруга и улучшить своё материальное положение, получив за него страховку. Уже в Чикаго, после обеда со старым знакомым из Chicago Tribune, Оз сталкивается в отеле с Франклином Фигуэро (Фрэнки Фигсом), другим боевиком синдиката Гоголака. Тот доставляет его к Янни, где гангстер обещает обдумать комиссионные за открытие места нахождения предателя. Там же Оз встречается с женой Джимми, Синтией, в которую внезапно для себя влюбляется. Позже она приезжает к Озу в отель, чтобы расспросить о правдивости его информации. Оз, не желая быть соучастником в криминальных разборках, пытается отвлечься от темы, спрашивая о личных желаниях Синтии. Она начинает плакать и отвечает, что лишь желает, чтобы «всё это кончилось». Синтия рассказывает, что Джимми был плохим мужем и часто изменял ей, но, будучи ревностным католиком, отвергал идею развода. Чтобы скрыть от властей крупную сумму в 10 миллионов долларов, Ласло Гоголак подарил их Джимми и Синтии как свадебный подарок, однако снять их можно только при присутствии трёх подписей: Джимми, Синтии и Янни. В противном случае необходим предъявить свидетельство о смерти. Присутствие близ Янни отчасти спасает Синтии жизнь, ведь при нежелании разводиться, ничто не мешает Джимми убить её, но и гарантии, что Янни не убьет её, тоже нет. Слушая всё это, Оз всё больше сопереживает ей и они становятся любовниками.
Вернувшись в Монреаль и сопроводив Фрэнки до гостиницы, они сталкиваются с Джимми. Двое киллеров воспринимают друг друга как друзья, за обедом в ресторане Джимми признаётся, что Фрэнки всё это время был с ним в сговоре, а также предупреждает Оза, что жена выписала на него заказ в 10 тысяч долларов. На работе у Оза сдают нервы, он пытается убить себя дозой закиси азота, но Джилл вовремя его останавливает. Он рассказывает ей о заказе от жены и о Джимми; если первое встревожило девушку, то последнее её раззадорило — она вытаскивает Оза из кабинета, чтобы тот быстро привёз её к именитому киллеру. На месте оказалось, что Джилл сама является начинающим наёмником — Оз должен был стать «первым» в её карьере. Его спасло то, что Джилл прониклась историей его жизни и тем, что он приятен как человек. Джимми говорит, что такое бывает на заре любого киллера, даже его; после приглашает девушку в свою банду, на что она с энтузиазмом соглашается. Когда Фрэнки сообщает, что Янни уже направляется в аэропорт с Синтией, у Оза снова сдают нервы, он открыто начинает протестовать против убийства «той, чья вина в лишь замужестве с Джимми». Однако все протесты игнорируются и киллеры продолжают готовиться к приезду гостей.
Вечером Оз забирает Янни, Синтию и двух наёмников из аэропорта и везёт к себе домой, где те выжидают ночи, чтобы заняться Джимми, пока тот уснёт. Хитростью покинув подвал полный гангстеров, Оз рассказывает Синтии о западне в доме Джимми и делится своим планом по спасению её жизни.
Той же ночью Софи подъезжает к дому в компании нового киллера, согласившегося работать за 12 с половиной тысяч (изначально за 15 тысяч, но Софи получила скидку посредством секса). Когда наёмник замечает Янни и узнаёт о Джимми, то сразу же выбегает из машины вслед за бандитами. Внутри Янни и его подручные оказываются отвлечены голой Джилл, что даёт время для их устранения. Киллер Софи также попадает под раздачу, заставляя женщину испугаться и убежать в лес. Уже втащив тело киллера в дом, Фрэнки находит в его карманах удостоверение на имя Стива Хансона — агента под прикрытием полиции Квебека, что бандиту не очень нравится.
Суматоха даёт Озу и Синтии время сбежать с места событий, но на полпути останавливаются после звонка от Джимми. По телефону Оз признаётся другу, что любит Синтию, а Джилл, слыша разговор, подливает масла в огонь тем, что знает об их интрижке в Чикаго. Джимми теряет самообладание и клянётся найти и убить обоих, но та же Джилл забирает трубку, давая ему чуть остыть. Наконец, Оз рассказывает суть своего плана: благодаря своему мастерству стоматолога он делает одному из трупов зубы, идентичными зубам Джимми, после чего его можно сжечь с трупом Янни, оставив возможность опознания лишь по слепкам зубов. Джимми соглашается на план.
Оставив на яхте одного из своих пациентов — Синтию, наказав ей бежать из страны, если в течение часа он не будет подавать сигналы через пейджер, Оз направляется в свой стоматологический кабинет, где его уже ждут Джилл, Фрэнки, Джимми и труп агента Хансона, который и сыграет роль подставного тела. Завершив работу, Оз видит, как два киллера обливают его машину бензином и сжигают её вместе с телами. Утром, когда в офис приходят следователи, он играет роль простака, одолжившего свою машину соседу, уехавшему на рыбалку. Уже на месте полиция находит тела наёмников Янни и машину Хансона, в которой тот оставил диктофон с записями своих переговоров с Софи. Жену и тёщу Оза арестовывают. Ни выкрутасы в духе Шэрон Стоун, ни истеричный плач не помогают женщине добиться снисхождения или веры в свою невиновность от полицейских. Хотя перед следователями он изображает своё разочарование, уходя Оз улыбается от осознания того, что кошмар последних лет его жизни закончился.
Теперь, когда с Янни покончено, а Джимми юридически «мёртв», банде остаётся только закончить дело с деньгами, которые Синтия отдаёт Джимми в замен на её и Оза жизни. Пока Синтия и Джилл в банке, Джимми увозит своего ныне бывшего соседа на пристань, где они и Фрэнки садятся на яхту. Джилл пытается уговорить Синтию присвоить все деньги себе, чтобы вместе убежать, но та отказывается, поясняя что за это короткое время влюбилась в Оза и не может позволить Джимми убить его. Получив сообщение, что транзакция завершена, Джимми наводит пистолет на Оза, но вместо него убивает Фрэнки. Свой поступок он объясняет тем, что не убей он его, Фрэнки убил бы их обоих: Оза — как последнего свидетеля аферы, а Джимми — потому что нежелание убить свидетеля является доказательством того, что киллер «потерял хватку». Единственное, чего Джимми не рассказал Озу, так это то, что оставил один миллион из десяти для него и Синтии как свадебный подарок (свидетельство о смерти — хорошая лазейка, чтобы разойтись с женой без процедуры развода). Джимми Тюльпан решается провести остаток жизни с Джилл, а Оз встречается с Синтией в аэропорту, где делает ей предложение руки и сердца.

## В ролях
| Актёр              | Роль                              |
| ------------------ | --------------------------------- |
| Мэттью Перри       | Стоматолог Николас Озерански (Оз) |
| Брюс Уиллис        | Джимми Тудески (Тюльпан)          |
| Майкл Кларк Дункан | Франклин Фигуэро (Фрэнки Фигс)    |
| Аманда Пит         | Джилл Сэнт-Клер                   |
| Наташа Хенстридж   | Синтия Тудески                    |
| Кевин Поллак       | Янни Гоголак                      |
| Розанна Аркетт     | Софи Озерански                    |
| Гарланд Уильямс    | Стив Хансон                       |

## Создание
В апреле 1999 года было объявлено, что Мэтью Перри будет сниматься вместе с Брюсом Уиллисом в фильме производства Franchise Pictures. Мэтью Перри снимался в фильме в Монреале во время летнего перерыва между 5 и 6 сезонами сериала «Друзья». Перри рассказывал, что обстановка была открыта для импровизаций, он сам включил в свою роль больше слапстика. Уиллис занимал весь пентхаус отеля «Интерконтиненталь» и устраивал вечеринки, продолжавшиеся всю ночь, причем актеры и съемочная группа порой отправлялись с них прямо на съемочную площадку. Перри прибегал к приему таблеток «Ксанакс», чтобы обеспечить себе отдых, даже зная, что транквилизатор может плохо взаимодействовать с алкоголем.

## Кассовые сборы
Сборы фильма «Девять ярдов» составили 57,3 миллиона долларов в США и Канаде, и 49,1 миллиона долларов на других территориях, всего мировые кассовые сборы составили 106,4 миллиона долларов.